# 1962년 프랑스 총선
1962년 프랑스 총선은 1962년 11월 18일과 11월 25일 프랑스에서 치러진 총선이다.

## 배경
1962년 4월 프랑스 국민투표로 알제리의 독립이 승인된 뒤, 알제리 독립에 반대하는 비밀무장조직은 8월 22일 샤를 드 골 대통령 암살을 시도하다 실패한다. 이에 드골 대통령은 대통령 직선제 개헌을 시도한다. 그러나 정치권은 대통령의 권한이 강화되는 것을 우려했고, 따라서 의회를 통과하지 못할 것을 우려한 드골 대통령은 국민투표 조항을 이용해 의회를 거치지 않고 조르주 퐁피두 총리를 통해 국민투표를 실시했다.
이에 국민 의회는 10월 4일 헌법을 무시한 책임을 물어 내각 불신임 결의를 통해 퐁피두 총리를 해임했고, 이에 맞서 드골 대통령은 국민의회를 해산해버린다. 10월 28일 국민투표는 62.3% 찬성으로 통과되었고, 11월엔 해산된 국민의회 선거가 다시 치러졌다.

## 선거 과정
선거기간 동안 신공화국연합을 제외한 모든 야당들은 프랑스 민주주의를 왜곡시킬 '개인의 권력'에 대해 비판했고, 이는 의회정치에 대한 믿음과 보나파르티즘에 대한 경계를 가진 유권자들에게 일정부분 작용했고, 좌익진영의 선거연대와 더불어 야권은 의석수를 늘리게 된다.

## 선거 결과
1962년 11월 18일, 25일 프랑스 국민의회 선거결과
| 정당     | 정당                          | 정당     | 1차 투표   | 1차 투표 | 결선 투표  | 결선 투표 | 의석 |
| 정당     | 정당                          | 정당     | 득표       | %        | 득표       | %         | 의석 |
| -------- | ----------------------------- | -------- | ---------- | -------- | ---------- | --------- | ---- |
|          | 신공화국연합                  | UNR      | 5,855,744  | 31.94    | 6,169,890  | 40.43     | 233  |
|          | 대중공화운동                  | MRP      | 1,665,695  | 9.09     | 821,635    | 5.38      | 36   |
|          | 소상공인과 농민의 국민중심    | CNIP     | 1,404,177  | 7.66     | -          | -         | 27   |
|          | 독립공화당                    | RI       | 1,089,348  | 5.94     | 1,444,666  | 9.47      | 28   |
| 우파연합 | 우파연합                      | 우파연합 | 10,014,964 | 54.63    | 8,436,191  | 55.29     | 324  |
|          | 프랑스 공산당                 | PCF      | 4,003,553  | 21.84    | 3,195,763  | 20.94     | 41   |
|          | 노동자 인터내셔널 프랑스 지부 | SFIO     | 2,298,729  | 12.54    | 2,264,011  | 14.84     | 65   |
|          | 급진당                        | PR       | 1,429,649  | 7.80     | 1,172,711  | 7.69      | 44   |
|          | 통합사회당                    | PSU      | 427,467    | 2.33     | 138,131    | 0.91      | 2    |
| 좌파연합 | 좌파연합                      | 좌파연합 | 8,159,398  | 44.50    | 6,770,616  | 44.37     | 152  |
|          | 극우                          | 극우     | 159,429    | 0.87     | 52,245     | 0.34      | 0    |
| 합계     | 합계                          | 합계     | 18,333,791 | 100      | 15,208,101 | 100       | 476  |

진보세력의 약진에도 불구하고 드골의 신공화국연합을 비롯한 보수세력은 원내 과반을 차지해 정권 재창출에 성공한다.